# Bokförlaget Atlantis
Bokförlaget Atlantis AB är ett svenskt bokförlag grundat 1977.

## Historik
Atlantis grundades av Kjell Peterson, som från 1977 drev förlaget fram till utgången av 2003, då Peter Luthersson tog över som VD. År 2012 ersattes han av Helena Hegardt. Hon avgick 2015 och Peter Stenson tillträdde som tillförordnad VD. Den 1 januari 2016 övergick Atlantis i Natur & Kulturs ägo. Säljare var Svenska litteratursällskapet i Finland, Argentus AB, Niilo Helanders stiftelse, Föreningen Konstsamfundet, och bokförlaget Schildts & Söderströms.
Förlagets utgivning är bred men facklitteratur inom särskilt historia och kulturhistoria, såväl som klassisk och aktuell svensk och utländsk skönlitteratur, är centrala ämnesområden. I samarbete med Svenska Akademien ger Atlantis ut Svenska Klassiker. Förlaget har också publicerat många utländska klassiker, såsom Platon och Montaigne i översättning av Jan Stolpe. De finns med i serien Atlantis väljer ur världslitteraturen.
En av förlagets mer kända författare var Peter Englund. År 2013 tillkännagav Englund att han lämnar förlaget, och i en artikel i Dagens Nyheter meddelade han att det skedde i protest. Även Nathan Shachar lämnade förlaget, och Lars Gustafsson uttryckte oro för förlagets framtida inriktning. Englund fokuserade kritiken på minskningen av personal på förlaget, och hävdade att Atlantis inriktning på kvalitet hade försvunnit, och att ekonomiska förluster på utgivning av viktig litteratur var något som hörde till ett gammaldags förlag av den här typen. Dåvarande VD Helena Hegardt menade att hon varit tvungen att agera snabbt och genomfört en räddningsaktion för förlaget, vilket bekräftades av Atlantis dåvarande styrelseordförande Barbro Teir i en uppföljande replik och artikel i Dagens Nyheter.

## Bokförlaget Signum
Sedan 2006 ingår även Bokförlaget Signum i organisationen. Signum grundades 1975 och var verksamt i Lund fram till samgåendet. Förlagets namn är känt genom de ambitiöst upplagda verken Signums svenska konsthistoria (13 delar, 1994–2005) och Signums svenska kulturhistoria (8 delar, 2004–2009). Förläggare är Johan Rosell.